# 34313 Lisahevner
34313 Lisahevner è un asteroide della fascia principale. Scoperto nel 2000, presenta un'orbita caratterizzata da un semiasse maggiore pari a 2,3753080 au e da un'eccentricità di 0,0855134, inclinata di 7,07002° rispetto all'eclittica.